# Kevin Whately
Pour les articles homonymes, voir Whately.
Kevin Whately né le 6 février 1951, est un acteur britannique. Whately est surtout connu pour son rôle de Robert Lewis (tout d'abord dans la série Inspecteur Morse avec John Thaw, puis dans sa propre série Inspecteur Lewis). Il joue également dans Neville Hope, la série télévisée britannique Auf Wiedersehen et tient le rôle du Dr Jack Kerruish dans la série dramatique Peak Practice.

## Biographie

### Jeunesse
Kevin est né à Humshaugh près de Hexham, dans le Northumberland. Sa mère, Mary, était professeur et son père Richard était commandant dans la Royal Navy. Sa grand-mère maternelle, Doris Phillips, était une chanteuse professionnelle et son arrière-grand-père, Richard Whately, était archevêque anglican de Dublin. Whately a fait ses études à l'école Barnard Castle School. Son frère Frank était professeur d'histoire à l'université de Londres. Avant d'aller à l'université professionnelle, Kevin a fait du théâtre dans les années 1970, puis il est devenu acteur.

### Carrière
Avant de devenir acteur, il avait commencé une formation pour devenir comptable. Kevin a commencé sa carrière en apparaissant dans les séries télévisées suivantes : Shoestring, Angels, Juliet Bravo, Strangers, Coronation Street, Shackleton (téléfilm en deux parties), Auf Wiedersehen, Pet (en), Miss Marple, Inspecteur Morse, Alas Smith and Jones, Look and Read, You Must Be The Husband, B&B (en), Peak Practice, Skallagrigg, The Broker's Man, Murder in Mind, Flics toujours (New Tricks), Who Gets the Dog? et dans le film The Children and Silent Cry. De 2006 à 2015, il reprend le rôle de Robert Lewis dans la série télévisée en neuf saisons Inspecteur Lewis.

### Vie personnelle
Il vit près de Milton Keynes, avec sa femme Madelaine Newton, actrice qui a surtout été célèbre dans les années 1980.

## Filmographie

### Séries télévisées
- 1984 - 1986 : Neville Hope
- 1987 - 2000 : Inspecteur Morse - D.S. Robert "Robbie" Lewis
- 1993 - 1995 : Doctor Jack Kerruish
- 1995 : Miss Marple
- 1997 : The Broker's Man
- 1999 : Voice, Hilltop Hospital
- 2004 : Miss Marple
- 2006 - 2015 : Inspecteur Lewis - D.I. Robert "Robbie" Lewis
- 2021 : Inspecteur Barnaby La monnaie de leur pièce (For Death Prepare) -  (Jeremy Whittingdale)

### Films
- 1985 : A Murder Is Announced
- 1990 : Neil Baldwin
- 1996 : Trip Trap
- 1996 : Gobble
- 1996 : Le Patient anglais : sergent Hardy.
- 1999 : Geoff Meadows, Pure Wickedness
- 1999 : Doctor Philip Carr